# Siły jądrowe
Siły jądrowe - siły, które wiążą ze sobą protony i neutrony w jądrze atomowym. Są szczególnym przypadkiem oddziaływań silnych.
Ich właściwości:
- krótki zasięg (rzędu femtometrów)
- są siłami przyciągającymi, dla bardzo małych odległości między nukleonami stają się siłami odpychającymi
- w przybliżeniu siły p-p, n-p i n-n są równe
- występują tylko w jądrach atomowych, bo są krótkozasięgowe
- siła tych oddziaływań jest ok. stokrotnie większa od sił elektrostatycznych
- wykazują niezależność od ładunku elektrycznego
- występują tylko pomiędzy nukleonami
- mają charakter dwuciałowy, tzn. obecność innych nukleonów ma niewielki wpływ na oddziaływanie pary nukleonów
- wykazują tzw. wysycenie: za pomocą sił jądrowych oddziałują na siebie tylko najbliżej leżące nukleony